# 한국중고등학교태권도연맹
한국중고등학교태권도연맹(韓國中高等學校跆拳道聯盟, Korea Junior Taekwondo Federation, KJTF)은 대한민국의 중학교 태권도, 고등학교 태권도를 관할하는 스포츠 행정 기구이다.

## 참고 문헌
- 이경명. 〈한국중고등학교태권도연맹〉. 《태권도용어정보사전》. 태권도문화연구소.

## 같이 보기
- 대한민국의 태권도
- 대한민국태권도협회
- 한국초등학교태권도연맹
- 한국대학태권도연맹
- 한국실업태권도연맹
- 한국여성태권도연맹
- 국기원
- 태권도진흥재단